# Mikhaïl Kapranov
Mikhaïl Kapranov (russe : Михаил Михайлович Капранов, né en 1962) est un mathématicien russe, spécialisé en géométrie algébrique, en théorie des représentations, en physique mathématique et en théorie des catégories. Il est actuellement professeur à l'Institut Kavli de l'université de Tokyo.

## Formation et carrière
Kapranov est diplômé de l'université Lomonossov en 1982 et a obtenu son doctorat en 1988 sous la direction de Yuri Manin à l'Institut de mathématiques Steklov de Moscou. Il a ensuite travaillé à l'Institut Steklov et de 1990 à 1991 à l'université Cornell. Il est successivement professeur adjoint (1991-1993), agrégé (1993-1995) et titulaire (1995-1999) à l'université Northwestern. Il est ensuite de 1999 à 2003 professeur à l'Université de Toronto et de 2003 à 2014 professeur à l'université Yale.
En 1993, il reçoit une bourse Sloan. Il est professeur invité à l'Institute for Advanced Study de septembre 2018 à avril 2019.

## Recherches
De 1989 à 1990, il travaille avec Vladimir Voïevodski sur les {\displaystyle \infty }-groupoïdes, suivant les remarques faite par Alexander Grothendieck dans l'Esquisse d'un programme. En 1990, Voïevodski et Kapranov publient l'article « {\displaystyle \infty }-Groupoids as a Model for a Homotopy Category », dans lequel ils affirment fournir une formulation mathématique rigoureuse et une preuve correcte de l'idée de Grothendieck reliant deux classes d'objets mathématiques : les {\displaystyle \infty }-groupoïdes et les types d'homotopie. En octobre 1998, Carlos Simpson publie sur arXiv « Homotopy Types of Strict 3-groupoids », affirmant que le résultat principal de « {\displaystyle \infty }-groupoids», publié par Kapranov et Voïevodski en 1990, est erroné. Voïevodski se convainc que Carlos Simpson a raison mais seulement en 2013. Kapranov participe également au début du programme instigué par Voïevodski pour le développement de la cohomologie motivique.
Avec Israel Gelfand et Andrei Zelevinsky, Kapranov étudie les intégrales d'Euler généralisées, les fonctions {\displaystyle A}-hypergéométriques, les {\displaystyle A}-discriminants et les hyperdéterminants, et a rédigé « Discriminants, Resultants and Multidimensional Determinants » en 1994,,,.
En 1995, Kapranov propose un cadre général pour un programme de Langlands pour les schémas en dimension supérieure et, avec Victor Ginzburg et Éric Vasserot, il étend les conjectures de Langlands géométriques des courbes algébriques aux surfaces algébriques.
En 1998, Kapranov expose au Congrès international des mathématiciens de Berlin.